# Atzmännig

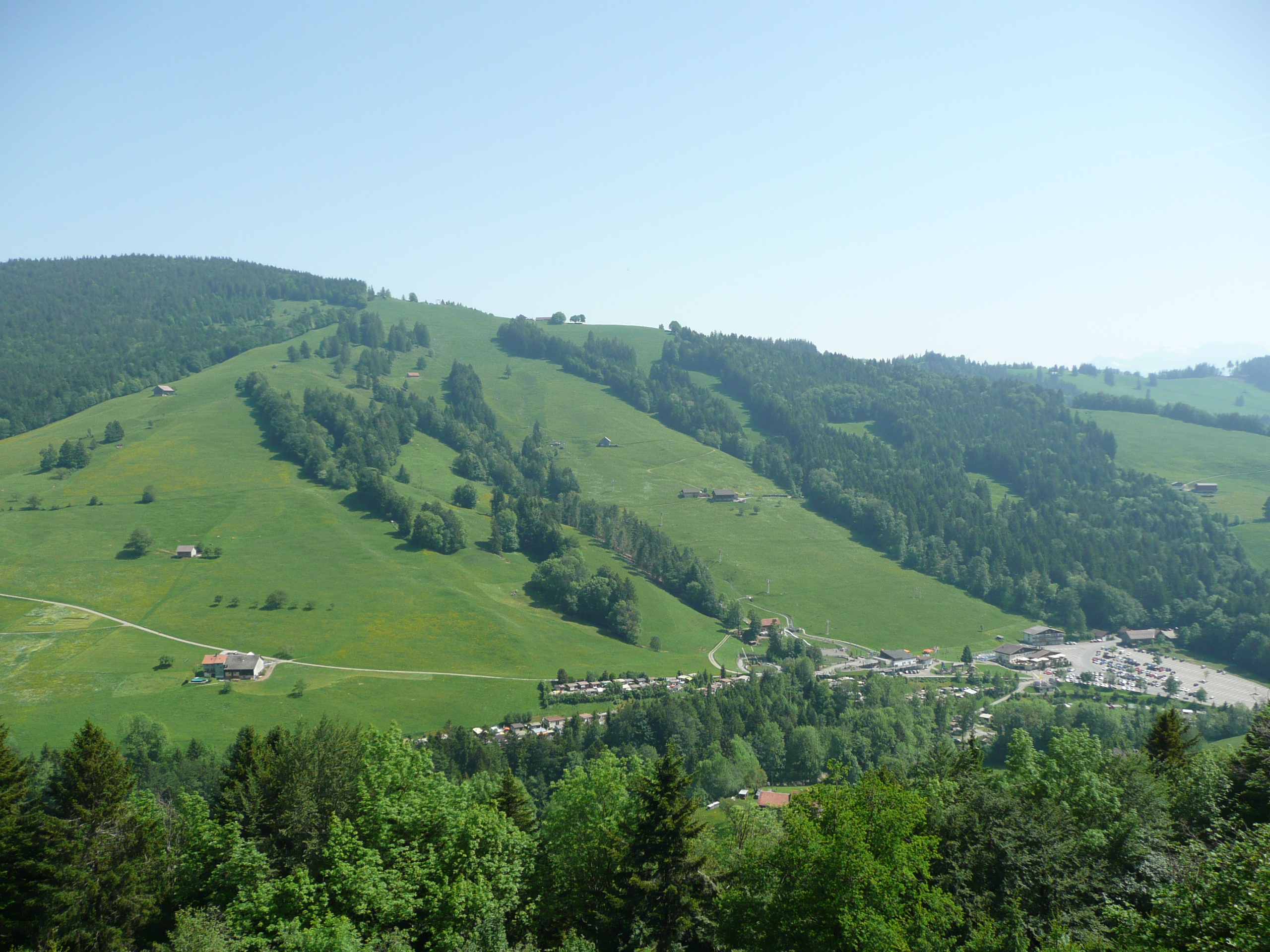
Blick auf den Atzmännig

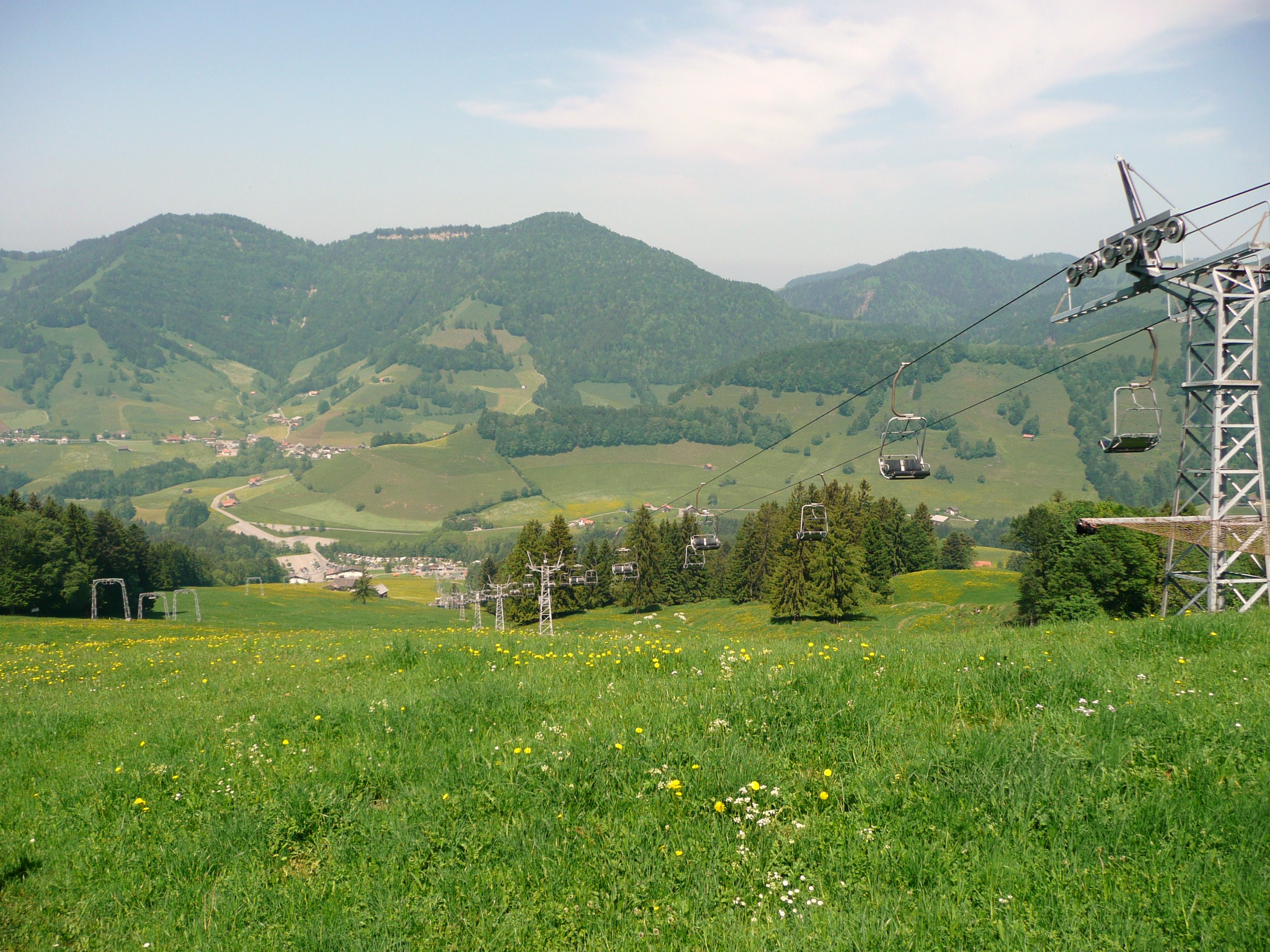
Sesselbahn auf den Atzmännig

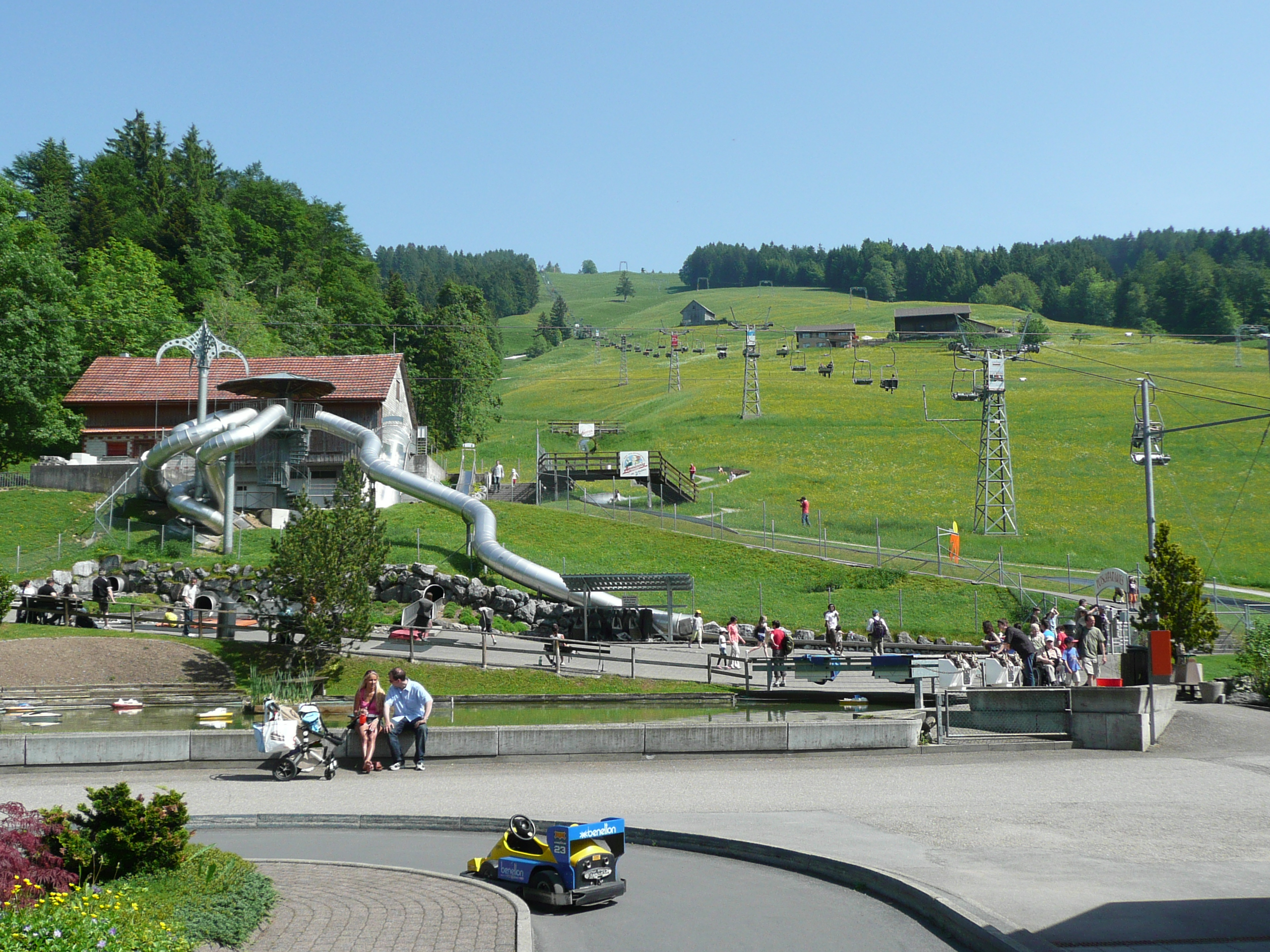
Spielplatz und Skihang

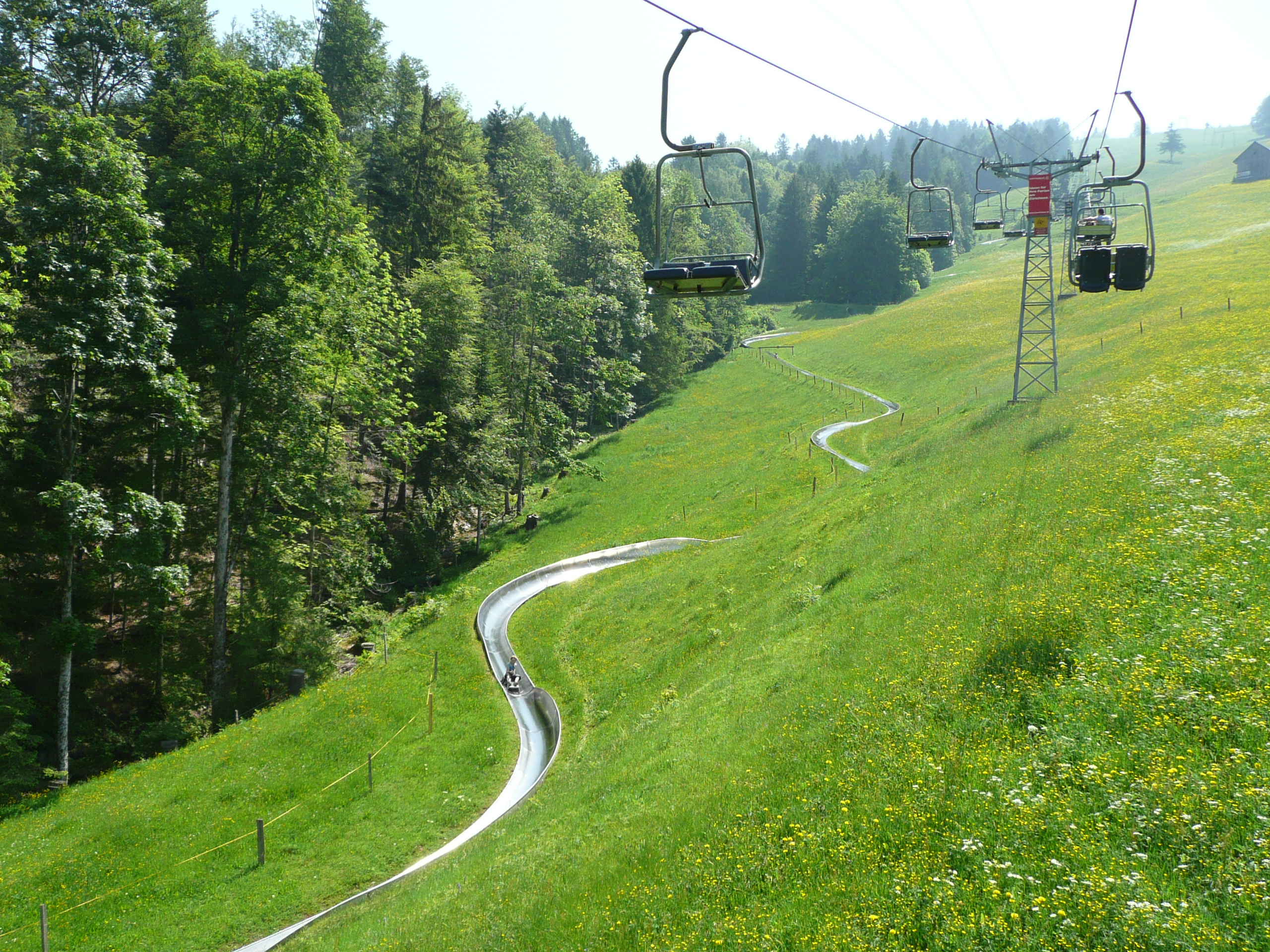
Sommerrodelbahn am Atzmännig

Atzmännig ist eine kleine Sommer- und Wintersportstation im schweizerischen Kanton St. Gallen auf dem Gemeindegebiet von Eschenbach. Das Sport- und Freizeitzentrum liegt nordöstlich von Goldingen auf einer Höhe von 824 m ü. M. Bekannt wurde der Atzmännig durch seine Sommerrodelbahn (Edelstahlbauweise).
Atzmännig ist im Ursprung der Name einer Alp. Die Aktiengesellschaft Sportbahnen Atzmännig wurde am 12. Januar 1962 gegründet und betreibt das Skigebiet seit dem Winter 1961/62. Der Betrieb der Sommerrodelbahn kam 1977 dazu.

## Lage
Der Atzmännig liegt zwischen dem Zürcher Oberland, der Linthebene und dem Rickenpass. Die Station ist per Auto oder dem öffentlichen Verkehr erreichbar. Die Nähe zu den grossen Zentren von Zürich und der Ostschweiz machen den Atzmännig auch für kurze Ausflüge beliebt.

## Sommer
Die Hauptsaison am Atzmännig ist im Sommer. Dazu trägt die erste Sommerrodelbahn der Schweiz bei. Die Bahn ist 700 m lang und überwindet in 17 Kurven eine Höhendifferenz von 126 m. Eine Doppelsesselbahn führt in 14 Minuten auf die Alp Atzmännig (1185 m). Dem Besucher bietet sich eine schöne Rundsicht auf Säntis und Churfirsten, Linthebene, Zürichsee, Glärnisch, Mythen, Rigi, Pilatus sowie Eiger, Mönch und Jungfrau.
Das Gebiet ist durch zahlreiche Wanderwege gut erschlossen. Beliebt ist die ca. dreistündige Rundwanderung von der Bergstation Atzmännig über den Tweralpspitz zur Chrüzegg (Bergrestaurant) und zurück zur Talstation. Durch Atzmännig verläuft der 87 Kilometer lange Toggenburger Höhenweg. Er führt in fünf Etappen von Wildhaus über Arvenbüel und Mühlrüti nach Wil.
2011 war der Atzmännig Austragungsort der Grasski-Weltmeisterschaft.

## Winter
Das Skigebiet ist zweigeteilt. Der grosse Skihang besteht aus dem Sessellift und dem Skilift Atzmännig. Diese führen auf knapp 1200 m und bieten sechs verschiedene Abfahrten. Bei der Bergstation gibt es ein Restaurant mit Sonnenterrasse. Für Kinder sind die Lifte Brustenegg ideal. Der Doppel-Bügellift erschliesst zwei blaue Pisten. Die Pisten Brustenegg sind beleuchtet. Der Sessellift hat im Kurzkrimi Atzmännig des Schweizer Autors Stefan Haenni eine literarische Würdigung erfahren.